# Liste der Baudenkmale in Boiensdorf
In der Liste der Baudenkmale in Boiensdorf sind alle denkmalgeschützten Bauten der mecklenburgischen Gemeinde Boiensdorf und ihrer Ortsteile aufgelistet. Grundlage ist die Veröffentlichung der Denkmalliste des Kreises Nordwestmecklenburg mit dem Stand vom 16. September 2020.

## Baudenkmale nach Ortsteilen

### Boiensdorf
| ID | Lage           | Bezeichnung      | Beschreibung | Bild |
| -- | -------------- | ---------------- | ------------ | ---- |
| 72 | Weidenstraße 5 | ehem. Bauernhaus |              |      |
| 73 | Weidenstraße 6 | ehem. Bauernhaus |              |      |
| 74 | Dorfstraße 32  | Wohnhaus         |              |      |
| 75 | Am Salzhaff 18 | Wohnhaus         |              |      |

### Stove
| ID   | Lage                   | Bezeichnung | Beschreibung                                                                                        | Bild      |
| ---- | ---------------------- | ----------- | --------------------------------------------------------------------------------------------------- | --------- |
| 1392 | Dorfstraße 20          | Bauernhaus  | |           |
| 1522 | Mühlenstraße 1 (Karte) | Windmühle   | Holländerwindmühle von 1889; funktionierendes technisches Denkmal für ganzjährigen Besuch geöffnet. | Windmühle |

## Quelle
- Denkmalliste des Landkreises Nordwestmecklenburg (Stand: 9. November 2023; PDF, 1,2 MByte)

- Karte mit allen Koordinaten:
- OSM |
- WikiMap